# Акмурун
Акмуру́н (рос. Акмурун, башк. Аҡморон) — село у складі Баймацького району Башкортостану, Росія. Адміністративний центр Акмурунської сільської ради.
Населення — 1430 осіб (2010; 1549 в 2002).
Національний склад:
- башкири — 71%